# Дом под воронами
Дом под во́ронами (пол. Kamienica Pod Krukami) — историческое здание, историческо-архитектурный памятник, находящийся на Главном рынке, 25 в краковском районе Старый город, Польша. Памятник культуры Малопольского воеводства.
Дом был построен в первой половине XIX веке в результате соединения и перестройки двух готических зданий, после того как в 1842 году дом купила племянница Юзефа Понятовского Анна Тушкевичова-Вонсовичова. В 1850 году здание значительно пострадало от пожара и было перестроено под руководством польского архитектора Томаша Прылинского. В 1872 году наследник Анны Тушкевичовой-Вонсовичовой Мауриций Потоцкий продал здание галицийскому Банку торговли и промышленности, после чего фасад был отремонтирован по проекту архитектора Яцека Матусевича и польского математика Теофила Жебравского
С 1991 года в здании располагается Международный центр культуры с собственной галереей.
24 февраля 1966 года здание было внесено в реестр памятников культуры Малопольского воеводства (№ А-185).

## Ссылка
- Информация  (пол.)